# Garofița Pietrei Craiului
Garofița Pietrei Craiului (Dianthus callizonus) este o plantă din familia Caryophyllaceae.

## Galerie

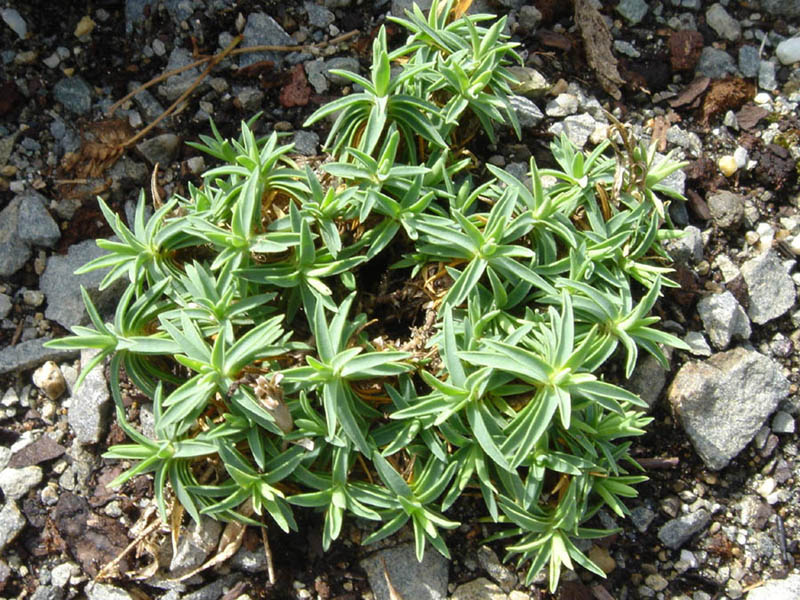
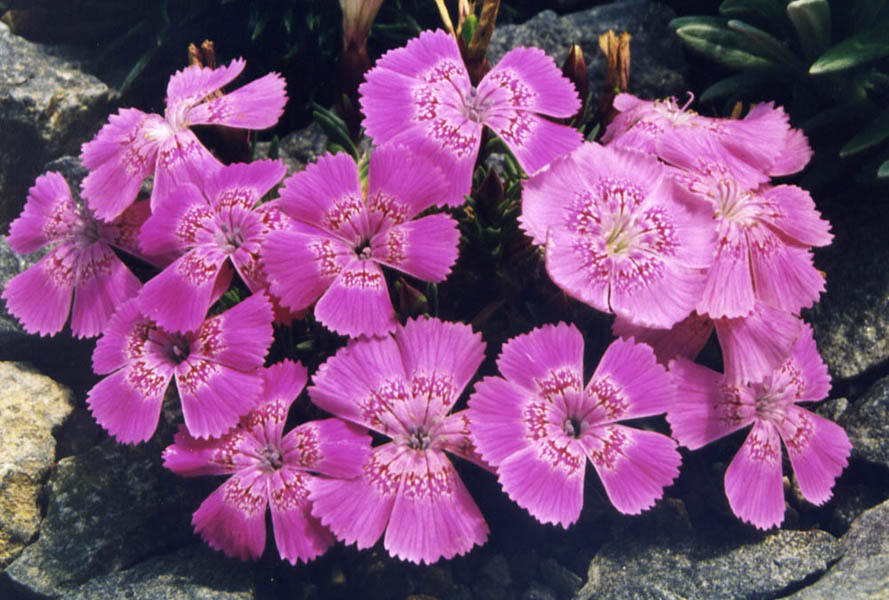
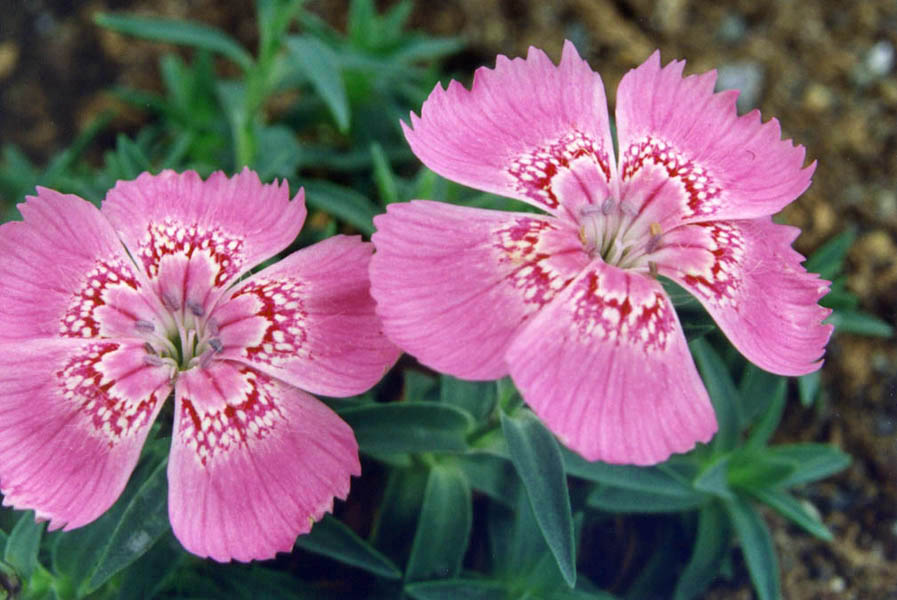

## Descriere
Tulpina este scurtă, de 50 - 100 mm înălțime. Poartă la vârf o floare cu corola de cca. 30 mm în diametru. Floarea, de culoare roz-roșu deschis, este formată din cinci petale, dințate la vârf. Florile la bază au o pată purpurie, împestrițată cu alb și cu peri albi, mătăsoși, strălucitori. În centrul florii se află un inel purpuriu caracteristic. Pe dos, petalele sunt alb-verzui. Înflorește în luna august.
Frunzele, așezate în perechi, sunt înguste și alungite, având lungimea de 20 - 40 mm.

## Răspândire
Garofița Pietrei Craiului crește numai pe brânele stâncoase și grohotișurile din Piatra Craiului, fiind endemică pentru acest masiv din România.